# Atollidae
Atollidae is een familie van neteldieren uit de klasse van de Scyphozoa (schijfkwallen).

## Geslacht
- Atolla Haeckel, 1880